# Nunton
Nunton, schottisch-gälisch: Baile nan Cailleach, ist eine kleine, ländliche Streusiedlung auf der schottischen Hebrideninsel Benbecula.

## Beschreibung
Die Ortschaft liegt an der Westküste Benbeculas an der Chulla Bay. Im Norden geht die Streusiedlung in den Weiler Àird über; Balivanich, der Hauptort Benbeculas, liegt unmittelbar nördlich von Àird. Die entlang der Westküste verlaufende B892 erschließt die Ortschaft.

## Geschichte
An der Chulla Bay südlich von Nunton wurden Belege für eine vermutlich bronzezeitliche Besiedlung gefunden. Im Spätmittelalter wurde in Nunton vermutlich von Nonnen der Iona Nunnery ein Nonnenkloster gegründet. Von diesem ist nur die Kapelle (St Mary’s Chapel) erhalten geblieben. Der Ortsname Nunton („Nonnenort“) sowie die gälische Bezeichnung Baille nan Cailleach („Ort der alten Frauen“) leiten sich von dieser Einrichtung ab.
Im frühen 18. Jahrhundert ließ der herrschende Clan Ranald Nunton House als neuen Lairds-Sitz einrichten. 1795 ist dessen Nutzung als Sitz des Faktors der Clanranalds für die Kelpindustrie auf Benbecula verzeichnet. 1815 leitete der Faktor effizienzsteigernde in der Weidewirtschaft ein, was die Vertreibung von Teilen der Inselbevölkerung erforderte. Einer Überlieferung zufolge führte die Flucht des schottischen Thronprätendenten Charles Edward Stuart über Nunton, wo er auf Nunton House vor der Überfahrt nach Skye als Frau ausstaffiert worden sein soll.